# Brothylus conspersus
Brothylus conspersus är en skalbaggsart som beskrevs av Leconte 1859. Brothylus conspersus ingår i släktet Brothylus och familjen långhorningar. Inga underarter finns listade.